# Michèle Mercier
Michèle Mercier, (născută Jocelyne Yvonne Renée Mercier, n. 1 ianuarie 1939, Nisa, A Treia Republică Franceză) este o actriță franceză de film. Mama sa era italiancă iar tatăl era de profesie farmacist. La început a vrut să devină dansatoare dar părinții, fiind săraci, nu și-au putut permite să-i plătească studiile de balet. Își câștigă proprii bani lucrând împreună cu tatăl ei. S-a mutat la Paris cu familia, unde a fost primită în trupa de balet Ballets of the Eiffel tower, fiind remarcată de Maurice Chevalier.
Urmează cursuri de artă dramatică la clasa profesoarei Solange Sicard. A debutat în filmul Retour de manivelle (1957) regizat de Denys de La Patellière, interpretând rolul lui Jeanne. Atunci și-a schimbat numele în Michèle, fiind o admiratoare a actriței Michèle Morgan. Primește mai multe roluri în filme romantice și comedii. Devine celebră după rolul mărunt jucat în Shoot the pianist (1960), regizat de François Truffaut.
Unul din cele mai importante filme în care a jucat este seria Angélique, marquise des anges.
A fost căsătorită cu André Smagghe din 1961, dar a divorțat în 1967. Se recăsătorește în 1968 cu Claude Borillot, de care divorțează în 1982. A mai avut relații cu Vittorio Gassman, Bettino Craxi și Silvio Berlusconi.
Este descrisă de Ecaterina Oproiu ca fiind „...corupătoarea sultanilor, spaima eunucilor, marchiză a îngerilor și a producătorilor”.

## Filmografie
- 1957 Retour de manivelle, regia Denys de La Patellière : Jeanne
- 1957 Mai dați-mi o șansă (Donnez-moi ma chance), regia Léonide Moguy
- 1960 Trageți în pianist (Tirez sur le pianiste), regia François Truffaut
- 1961 Lampa lui Aladin (The Wonders of Aladdin), regia Mario Bava și Henry Levin
- 1961 Vă place Brahms? (Goodbye Again), regia Anatole Litvak - Maisie
- 1962 Ani clocotitori (Gli anni ruggenti), regia Luigi Zampa
- 1963 Monștrii (I mostri), regia Dino Risi
- 1964 Angelica, marchiza îngerilor (Angélique, Marquise des anges), regia Bernard Borderie - Angélique de Sancé de Monteloup, Comtesse de Peyrac
- 1965 Minunata Angelica (Merveilleuse Angélique), regia Bernard Borderie - Angélique de Peyrac
- 1966 Angelica și regele (Angélique et le roy), regia Bernard Borderie - Angélique de Plessis-Bellière
- 1967 Neîmblânzita Angelica (Indomptable Angélique), regia Bernard Borderie - Angélique de Peyrac
- 1968 Angelica și sultanul ( Angélique et le sultan), regia Bernard Borderie  - Angélique de Peyrac
- 1972 Chemarea străbunilor (The Call of the Wild) - Calliope Laurent